# Tiziano Klamler
Tiziano Klamler (* 6. Mai 2004 in Graz) ist ein österreichischer Fußballspieler.

## Karriere
Klamler begann seine Karriere beim SK Sturm Graz, bei dem er ab der Saison 2018/19 auch sämtliche Altersstufen in der Akademie durchlief. Im August 2021 debütierte er für die Amateure der Grazer in der Regionalliga. In der Saison 2021/22 kam er zu drei Einsätzen in der dritthöchsten Spielklasse, mit Sturm II stieg er zu Saisonende in die 2. Liga auf.
Sein Zweitligadebüt gab er dann im Juli 2022, als er am zweiten Spieltag der Saison 2022/23 gegen den SV Lafnitz in der 83. Minute für Milán Tóth eingewechselt wurde. Insgesamt absolvierte er vier Zweitligapartien für Sturm II. Zur Saison 2023/24 wechselte er zum Regionalligisten SV Allerheiligen.